# Mughiphantes merretti
Mughiphantes merretti är en spindelart som först beskrevs av Alfred Frank Millidge 1975.  Mughiphantes merretti ingår i släktet Mughiphantes och familjen täckvävarspindlar.
Artens utbredningsområde är Italien. Inga underarter finns listade i Catalogue of Life.